# A509 road
Die A509 road (englisch für Straße A509) ist eine fast durchgehend als Primary route ausgewiesene Fernverkehrsstraße in England, die von Milton Keynes, wo sie gemeinsam mit der A4146 road von der A5 road abzweigt, zunächst nach Norden zur M1 motorway (Anschluss junction 14) führt, die A422 road kreuzt, nachdem sie mit dieser ein Stück vierstreifig verlaufen ist, sich bei Sherington von der A422 trennt und ihren Verlauf weiter nach Norden nimmt. In der Folge wird die A428 road gekreuzt. Nach Umfahrung von Wollaston wird die vierstreifig ausgebaute A45 road gekreuzt und die Straße wird westlich um Wellingborough herumgeführt; dabei wird der River Nene gequert. Die A509 nimmt die Richtung nach Norden wieder auf, kreuzt südlich von Kettering die vierstreifig und niveaukreuzungsfrei ausgebaute A14 road, verliert hier ihren Charakter als Primary route und führt noch bis zum Wicksteed Park am Rand von Kettering, wo sie endet.